# Christiaan Constantijn Rumpf
Christiaan Constantijn Rumpf (ur. 1636, zm. 1706) – dyplomata holenderski.
Był wieloletnim (1674–1706) rezydentem holenderskim w Sztokholmie. Od 1704 roku funkcję rezydenta pomocniczego (adjunct-resident) przy nim sprawował jego syn Hendrik Willem Rumpf (1671–1743), który po śmierci ojca został rezydentem, a potem (1723) posłem nadzwyczajnym Holandii w szwedzkiej stolicy.